# Abaera
Abaera is een geslacht van vlinders in de familie van de snuitmotten (Pyralidae). De wetenschappelijke naam van het geslacht werd voor het eerst geldig gepubliceerd in 1859 door Francis Walker.
De typesoort van het geslacht is Abaera nactalis Walker, 1859

## Soorten
- Abaera aurofusalis Hampson, 1906
- Abaera chalcea Hampson, 1897
- Abaera flaviscida (Felder & Rogenhofer, 1875)
- Abaera nactalis Walker, 1859[1]

### Niet meer in dit geslacht
- Abaera flavicinctalis Sepp, 1850 = Monoloxis flavicinctalis (Sepp, 1850)
- Abaera metallica Hampson, 1897 => Monoloxis flavicinctalis
- Abaera rubiginea Hampson, 1897 = Salobrena rubiginea (Hampson, 1897)